# 杉浦正友
杉浦 正友（すぎうら まさとも、天正5年（1577年） - 寛文2年9月9日（1662年10月20日））は、江戸時代前期の旗本。石高は6000石。杉浦親次の三男。一十郎、市右衛門、官位は、従五位下、越後守、内蔵允。
慶長3年、伏見城の徳川家康に召し出され、関ヶ原の戦いに従軍、大坂の陣両陣に従軍した。納戸頭となり600石を賜り、さらに加増を度々受け3,400石を知行するに至る。寛永3年（1626年）8月徳川秀忠の京都上洛に供奉し、従五位下越後守に叙任された。寛永12年に留守居役となり、寛永19年2月4日に加増されて6,000石を知行した。同年3月3日勘定頭を兼帯。同年8月16日勘定頭のみとなり、慶安4年に留守居役に復帰する。明暦2年に職を辞し、万治元年に致仕し、家督は同じのちに勘定頭を務めた婿養子の杉浦正綱が継いだ。またこの時に養老料として400石を賜り、寛文2年（1662年）86歳で没した。墓所は東京都台東区西浅草の長敬寺。